# Gustaf Johansson (journalist)
Gustaf Alexander Johansson, född 11 september 1880 i Åbo, död 17 maj 1959 i Helsingfors, var en finländsk journalist. Han var kusin till Severin Johansson.
Johansson blev filosofie kandidat 1901, var ursprungligen verksam som lärare vid olika läroverk bland annat i Helsingfors, men kom sedan in på tidningsmannabanan. Han var anställd vid Hufvudstadsbladet 1914–1950 och var där under flera decennier en uppskattad och mycket läst kåsör (signaturen Jumbo). Han gick även till eftervärlden som en av Edith Södergrans och den litterära modernismens belackare. Han utgav hågkomster under titeln Jumbo berättar (1941).